# Stuck on You (Elvis-Presley-Lied)

Das Original
auf RCA Victor 7740

Stuck on You ist ein Rock ’n’ Roll-Song, der 1960 mit Elvis Presley zu einem Nummer-eins-Hit in den USA wurde. Songwriter des Songs sind die US-Amerikaner John Leslie McFarland und Aaron Schroeder. 

## Geschichte
Am 5. März 1960 wurde Elvis Presley nach zweijähriger Wehrpflicht aus der U. S. Army entlassen. Am 20. März stand er zum ersten Mal wieder im Nashviller RCA-Aufnahmestudio, wo er in zwei Tagen sechs Titel aufnahm. Darunter waren auch die beiden Titel Stuck on You und Fame and Fortune. Diese beiden Titel wurden von RCA am 23. März auf der Single Nr. 7740 veröffentlicht. Der Titel Stuck on You, in dem Presley davon singt, mit seiner Geliebten untrennbar verbunden zu sein („Ich hefte an dir wie ein Klebestift“), wurde am 26. März in Frank Sinatras Fernsehshow Timex in Miami Beach vorgestellt, es war Presleys erster Fernsehauftritt nach acht Jahren, für den er 125.000 Dollar Gage bekam. Am 4. April 1960 erschien Stuck on You zum ersten Mal in den Hot 100 des US-Musikmagazins Billbord. Der Song startete auf Rang 84, hatte aber bereits nach drei Wochen den ersten Platz erreicht. Dort konnte er sich bis zum 16. Mai behaupten, ehe er von den Everly Brothers mit Cathy’s Clown abgelöst wurde. In den Jahres-Charts 1960 landete Stuck on You auf dem neunten Platz. In Kanada und Australien erreichte der Titel ebenfalls Platz eins, in Deutschland kam er auf Platz zwei, während er in Großbritannien nur den dritten Platz belegen konnte. 

## Coverversionen
In den USA brachte die New Yorker Plattenfirma Bell Records 1960 eine Coverversion mit dem unbekannten Sänger Jerry Pearl heraus. Sie blieb ebenso erfolglos wie die Version von Bobby Stevens alias Ray Pilgrim in Großbritannien. Ein Nachzieher kam 1962 aus Italien mit dem singenden Journalisten John Foster. Anderssprachige Coverversionen kamen aus Frankreich mit der Rock-’n’-Roll-Sängerin Nicole Paquin (Comme un clou) oder aus Deutschland, wo Teddy Palmer Lach’ nicht so mit dem Text von Joachim Relin auf Electrola aufgenommen hatte. Auch er konnte sich nicht in den Hitlisten platzieren. 

## Diskografie
| Interpret     | Label              | veröffentl. | Land        | Bemerkungen   |
| ------------- | ------------------ | ----------- | ----------- | ------------- |
| Elvis Presley | RCA Victor 7740    | 3/1960      | USA         |               |
| Elvis Presley | RCA 7740           | 3/1960      | Deutschland |               |
| Elvis Presley | RCA 1187           | 4/1960      | UK          |               |
| Jerry Pearl   | Bell 144           | 1960        | USA         |               |
| Bobby Stevens | Embassy 392        | 4/1960      | UK          |               |
| Eddie Howell  | Zodiac 1039        | 1960        | Neuseeland  |               |
| John Foster   | Style 515          | 1962        | Italien     |               |
| Teddy Palmer  | Electrola 21494    | 5/1960      | Deutschland | Lach nicht so |
| Nicole Paquin | Polydor 21794 (EP) | 1961        | Frankreich  | Comme un clou |